# ストームグラス

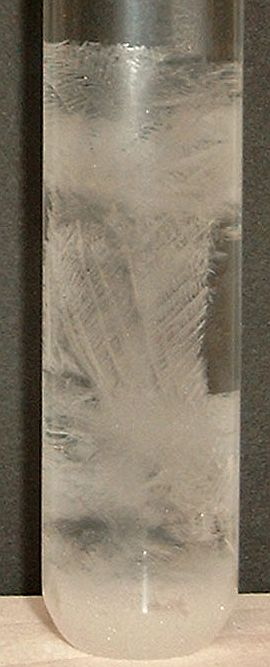
嵐の前に、ストームグラス内にできた葉状の結晶

ストームグラス（英: Storm Glass）は、19世紀のヨーロッパで使われた天気予報の道具。複数の化学薬品をガラス管に詰めたもので、溶液や沈殿、結晶の状態によって近未来の天気が分かるとされるが、否定する研究結果もある。

## 特徴
一般的なストームグラスは、樟脳 7.09グラム、硝酸カリウム 1.77グラム、塩化アンモニウム 1.77グラム、それぞれを粉末とし、56.7グラムの44.1パーセントエタノール水溶液（体積パーセント濃度50パーセント）に溶解し、長さ25センチメートル直径2センチメートル程度の試験管に入れ、針で細孔を開けた紙や革で封じる。ストームグラスの内容は天気に応じて以下に変化する、とされる。
- 天気が晴れるなら、ガラス管内の固形分は完全に底に沈み、液体は澄みきる。
- 雨に変わる前は、沈殿物の量が徐々に増え、星のような形のものが透明の溶液中を浮遊する。
- 嵐やひどい風の前には、固形分の一部が溶液の表面まで達し、大きな葉のような形になる。溶液は濁り、発酵しているように見える。この現象は天気の変わる24時間前に見られる。
- 冬、特に雪や霜のときには、管の高い位置まで沈殿物が積もる。内容物はとても白く、浮遊する点状のものが見られる。
- 夏、とても天気がよく暑くなるときは、沈殿物は管の非常に低い位置までしか積もらない。
- 風や嵐が接近してくるときは、接近してくる方向の反対側のガラス管の壁に沈殿ができる。

ストームグラスの内容が変化する原因は、大気の温度や湿度、気圧、大気電気学的などが影響して、溶解度や結晶形状が変化するためと考えられている。
細かい枝葉のような結晶ができることがあるが塩化アンモニウムと硝酸カリウムが要因とされている。
1990年代以降に行われた複数の研究では、結晶は温度のみに依存することが判明している。

## 歴史

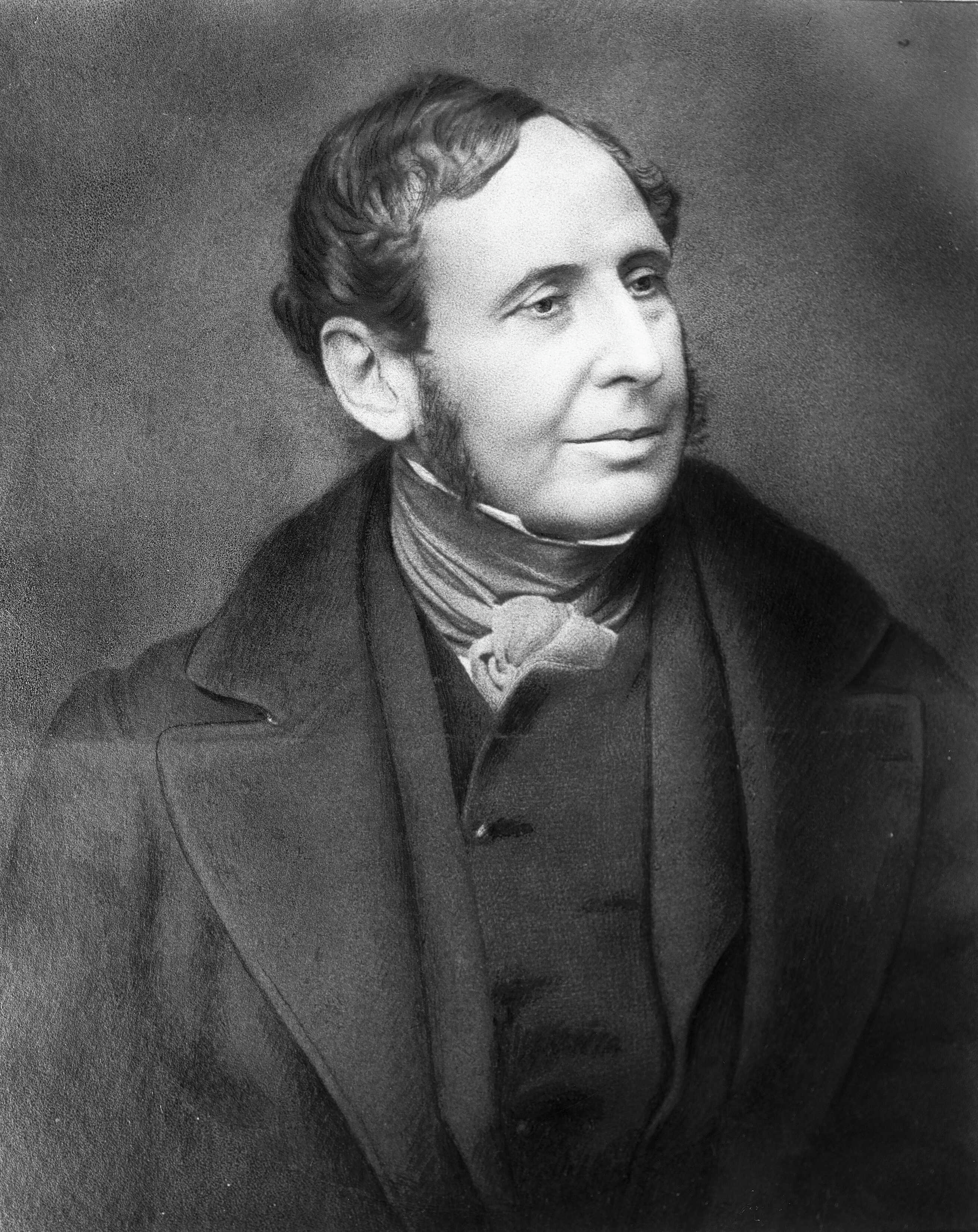
ロバート・フィッツロイ

気象学の開祖のひとりであるロバート・フィッツロイ (Robert FitzRoy) の記述によると、ストームグラスは Corti が最初に考案した。イタリア人の Malacredi がイギリスへ持ち込み、ストームグラスとして一般に知られた。19世紀初期にはすでに航海時における天気予報の道具として使われた。
フィッツロイ自身もストームグラスに大きな関心を持ち、彼が船長を務めたビーグル号の探検航海中、ストームグラスの様子を観察し、変化を詳細に書き残している。フィッツロイが1860年に考案したフィッツロイ・バロメーターに、温度計や気圧計とならんでストームグラスが取り付けられている。1870年に発表されたジュール・ベルヌの小説『海底二万里』に登場する潜水艦ノーチラス号にもストームグラスが設置されている。